# Whitney (nome)
Whitney  è un nome proprio di persona inglese maschile e femminile.

## Origine e diffusione
Riprende l'omonimo cognome inglese, a sua volta derivante da diversi toponimi di origine inglese antica; essi erano basati sull'espressione atten whiten ey, "presso l'isola bianca", e il nome significa quindi "isola bianca"; l'elemento che significa "isola" si riscontra anche in altri nomi, quali Lindsay e Sidney.
Il suo uso al femminile prese il via negli anni 1960 grazie all'attrice Whitney Blake, e venne ulteriormente popolarizzato grazie alla notorietà della cantautrice Whitney Houston.

## Onomastico
L'onomastico può essere festeggiato il primo di novembre, festa di Ognissanti, non essendovi sante con questo nome che è quindi adespota.

## Persone

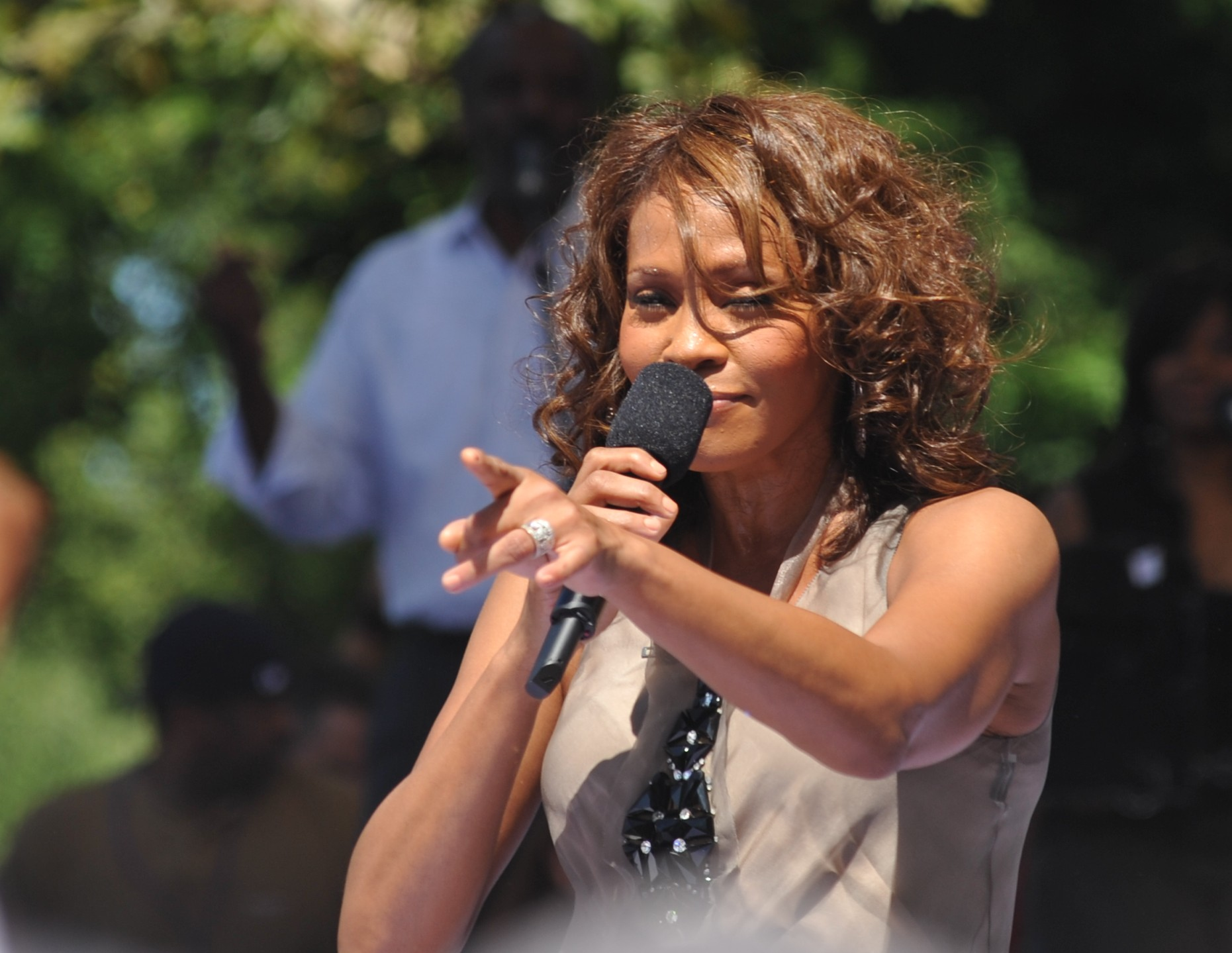
Whitney Houston

### Femminile
- Whitney Able, attrice statunitense
- Whitney Hedgepeth, nuotatrice statunitense
- Whitney Houston, cantautrice e attrice statunitense
- Whitney Port, personaggio televisivo, stilista e modella statunitense
- Whitney Stevens, pornoattrice panamense
- Whitney Thompson, supermodella statunitense
- Whitney Toyloy, modella svizzera

### Maschile
- Whitney Smith, accademico e disegnatore statunitense

## Il nome nelle arti
- Whitney Cummings è un personaggio della serie televisiva Whitney.
- Whitney Fordman è un personaggio della serie televisiva Smallville.